# 호흡기세포융합바이러스
호흡기세포융합바이러스(respiratory syncytial virus, RSV)는 소아 및 성인에서 감기, 기관지염, 폐렴, 세기관지염을 유발하는 바이러스로 5세 미만의 소아에서 폐렴을 일으키는 가장 흔한 원인으로 알려져 있다. 호흡기 분비물의 흡입, 경구 접촉에 의해서 전염되며, 잠복기는 4-5일이다. 고위험군에서 예방 목적으로 사용하는 monoclonal antibody 제제인 palivizumab이 개발되어 사용되고 있다.